# Pascal Cerrone
Pascal Cerrone (Frauenfeld, 12 giugno 1981) è un ex calciatore e allenatore di calcio svizzero, difensore.

## Palmarès

### Club

#### Competizioni nazionali
- Coppa del Liechtenstein: 4

Vaduz: 2007-2008, 2008-2009, 2009-2010, 2010-2011